# Münsterland Giro 2023
Il Münsterland Giro 2023 (ufficialmente Sparkassen Münsterland Giro per motivi di sponsorizzazione), diciassettesima edizione della corsa e valida come cinquantesima prova dell'UCI ProSeries 2023 categoria 1.Pro, si svolse il 3 ottobre 2023 su un percorso di 194,2 km, con partenza da Osnabrück e arrivo a Münster, in Germania. La vittoria fu appannaggio del norvegese Per Strand Hagenes, il quale completò il percorso in 4h21'31", alla media di 44,555 km/h, precedendo l'australiano Kaden Groves e il danese Mads Pedersen.
Sul traguardo di Münster 57 ciclisti, su 150 partiti da Osnabrück, portarono a termine la competizione.

## Squadre e corridori partecipanti
| N.      | Cod. | Squadra                  |
| ------- | ---- | ------------------------ |
| 1-7     | TJV  | Jumbo-Visma              |
| 11-17   | BOH  | Bora-Hansgrohe           |
| 21-27   | ADC  | Alpecin-Deceuninck       |
| 31-37   | ICW  | Intermarché-Circus-Wanty |
| 41-47   | LTK  | Lidl-Trek                |
| 51-57   | SOQ  | Soudal Quick-Step        |
| 61-67   | DSM  | Team DSM-Firmenich       |
| 71-77   | JAY  | Team Jayco AlUla         |
| 91-97   | COR  | Corratec Selle Italia    |
| 101-107 | LTD  | Lotto Dstny              |
| 111-117 | TFB  | Team Flanders-Baloise    |

| N.      | Cod. | Squadra                    |
| ------- | ---- | -------------------------- |
| 121-127 | Q36  | Q36.5 Pro Cycling Team     |
| 131-137 | TNN  | Team Novo Nordisk          |
| 141-147 | TUD  | Tudor Pro Cycling Team     |
| 151-157 | UXT  | Uno-X Pro Cycling Team     |
| 161-167 | PBS  | Maloja Pushbikers          |
| 171-177 | PUS  | P&S Benotti                |
| 181-187 | RNO  | Rad-Net Oßwald             |
| 191-197 | SWT  | Santic-Wibatech            |
| 201-207 | SVL  | Saris Rouvy Sauerland Team |
| 211-217 | LKH  | Team Lotto-Kern Haus       |
| 221-227 | DEU  | Germania                   |

## Ordine d'arrivo (Top 10)
| Pos. | Corridore          | Squadra | Tempo    |
| ---- | ------------------ | ------- | -------- |
| 1    | Per Strand Hagenes | Jumbo   | 4h21'31" |
| 2    | Kaden Groves       | Alpecin | a 17"    |
| 3    | Mads Pedersen      | Lidl    | s.t.     |
| 4    | Nils Eekhoff       | DSM     | s.t.     |
| 5    | Christophe Laporte | Jumbo   | s.t.     |
| 6    | Danny van Poppel   | Bora    | s.t.     |
| 7    | Søren Wærenskjold  | Uno-X   | s.t.     |
| 8    | Edoardo Affini     | Jumbo   | s.t.     |
| 9    | Edward Planckaert  | Alpecin | a 27"    |
| 10   | Jonas Koch         | Bora    | a 38"    |